# Cry Baby Cry
Cry Baby Cry (englisch für ‚Weine, Baby, weine‘) ist ein Lied der britischen Band The Beatles aus dem Jahr 1968, das auf dem Doppelalbum The Beatles erschien. Komponiert wurde es von John Lennon; es steht jedoch unter dem bei der Band üblichen Copyright Lennon/McCartney.

## Hintergrund
Lennon komponierte Cry Baby Cry während des Indienaufenthalts der Band im Jahr 1968. Auslöser war ein Werbeslogan (“Cry baby cry, make your mother buy”), aus dem er das Lied entwickelte. Er verwendete auch ein paar Zeilen aus dem Kindergedicht Sing A Song Of Sixpence, beispielsweise aus der folgenden Strophe:

“The king was in his counting house counting out his money,

The queen was in the parlour eating bread and honey

The maid was in the garden hanging out the clothes,

When down came a blackbird and pecked off her nose!”

Im Mai 1968 nahmen die Beatles in George Harrisons Anwesen in Esher eine frühe Demofassung des Liedes auf.

## Aufnahme
Die Beatles nahmen Cry Baby Cry im Juli 1968 in den Londoner Abbey Road Studios auf. Produziert wurde das Lied von George Martin, dem Geoff Emerick und Ken Scott assistierten. Am 15. Juli 1968 begann die Band mit der Arbeit an dem Lied. Zunächst wurde es intensiv geprobt. Von diesen Proben wurden etwa zwei Stunden auf Tonband mitgeschnitten; das Band wurde allerdings später wieder gelöscht. Am 16. Juli 1968 nahm die Band zehn Takes des Liedes in folgender Besetzung auf:
Besetzung
- John Lennon: Gesang, Gitarre
- Paul McCartney: Bass
- Ringo Starr: Schlagzeug
- George Martin: Harmonium

Im Anschluss wurden weitere Instrumente im Overdubverfahren hinzugefügt. Während dieser Aufnahmen beendete plötzlich der Tontechniker Geoff Emerick seine Arbeit mit den Beatles. Er hatte von den Spannungen innerhalb der Band genug. Der Techniker Ken Scott übernahm seine Aufgaben. Mit ihm fanden am 18. Juli 1968 weitere Overdubs statt, darunter eine Neuaufnahme von Lennons Gesang. Die ursprüngliche Vierspuraufnahme wurde auf ein Achtspurtonband für weitere Overdubs überspielt, die aber nie stattfanden.
Am 15. Oktober 1968 wurde Cry Baby Cry in Stereo und Mono abgemischt, wobei die akustische Gitarre ihren charakteristischen Flanger-Effekt erhielt.

## Veröffentlichungen
- Cry Baby Cry erschien am 22. November 1968 auf dem Doppelalbum The Beatles, in den USA erschien das Album drei Tage später, am 25. November. Nach dem Lied ist auf dem Album ein Fadeout des Liedes Can You Take Me Back? zu hören, das auf dem Album nicht als separates Lied aufgeführt ist. Can You Take Me Back? entstand spontan während der Aufnahmen zu I Will am 16. September 1968 und steht ansonsten in keinem Zusammenhang zu Cry Baby Cry.
- Eine alternative Fassung (Take 1) erschien im Oktober 1996 auf dem Album Anthology 3.
- Am 9. November 2018 erschien die 50-jährige Jubiläumsausgabe des neu abgemischten Albums The Beatles (Super Deluxe Box), auf dieser befindet sich eine bisher unveröffentlichte Version (Unnumbered rehearsal) von Cry Baby Cry sowie das Esher-Demo in einer neuen Abmischung von Giles Martin und Sam Okell.

## Coverversionen
Verschiedene Coverversionen erschienen unter anderem von Ramsey Lewis, Fool’s Garden und Katie Melua.